# باشگاه والیبال زنان زنیت کازان
باشگاه والیبال زنان زنیت کازان (روسی: Динамо-Казань) یک باشگاه والیبال زنان مستقر در کازان است که در حال حاضر در سوپر لیگ والیبال روسیه حضور دارد.
زنیت کازان از سال ۲۰۰۹ با موفقیت‌های خود به شهرت رسید و از باشگاه‌های پیشرو والیبال زنان به شمار می‌رود. یک قهرمانی لیگ قهرمانان اروپا، یک قهرمانی باشگاه‌های جهان و چهار قهرمانی سوپر لیگ روسیه از دست‌آوردهای زنیت کازان است.